# Lancia Prisma
Lancia Prisma var sedanversionen af den lille mellemklassebil Lancia Delta, som blev produceret af italienske Lancia fra 1982 til 1989.
Modellen fandtes med benzinmotorer på 1,3, 1,5, 1,6 og 2,0 liter med ydelser fra 78 til 116 hk, samt med dieselmotor på 1,9 liter, med 65 hk uden turbo og 80 hk med.
I sin tekniske udførelse var den ligesom Delta magen til Fiat Ritmo og Regata.

## Motorer[1]
| Model           | Konfiguration           | Slagvolume       | Effekt                      | Moment              |
| Benzinmotorer   | Benzinmotorer           | Benzinmotorer    | Benzinmotorer               | Benzinmotorer       |
| --------------- | ----------------------- | ---------------- | --------------------------- | ------------------- |
| 1.3             | 4 cylindre i række - 8V | 1,3 L (1301 cm³) | 55 kW (75 hk) ved 5800/min  | 104 Nm ved 3400/min |
| 1.3             | 4 cylindre i række - 8V | 1,3 L (1301 cm³) | 57 kW (77 hk) ved 5800/min  | 105 Nm ved 3500/min |
| 1.5             | 4 cylindre i række - 8V | 1,5 L (1498 cm³) | 55 kW (75 hk) ved 5600/min  | 118 Nm ved 3000/min |
| 1.5             | 4 cylindre i række - 8V | 1,5 L (1498 cm³) | 59 kW (80 hk) ved 5600/min  | 123 Nm ved 3200/min |
| 1.6             | 4 cylindre i række - 8V | 1,6 L (1581 cm³) | 73 kW (99 hk) ved 5900/min  | 127 Nm ved 4000/min |
| 1.6             | 4 cylindre i række - 8V | 1,6 L (1581 cm³) | 77 kW (105 hk) ved 6100/min | 135 Nm ved 3300/min |
| 1.6 i.e.        | 4 cylindre i række - 8V | 1,6 L (1581 cm³) | 66 kW (90 hk) ved 6250/min  | 124 Nm ved 4250/min |
| 1.6 i.e.        | 4 cylindre i række - 8V | 1,6 L (1581 cm³) | 80 kW (109 hk) ved 5900/min | 135 Nm ved 3500/min |
| 2.0             | 4 cylindre i række - 8V | 2 L (1995 cm³)   | 85 kW (116 hk) ved 5400/min | 163 Nm ved 3250/min |
| Dieselmotorer   |                         |                  |                             |                     |
| 1.9 Diesel      | 4 cylindre i række – 8V | 1,9 L (1929 cm³) | 48 kW (65 hk) ved 4600/min  | 119 Nm ved 2000/min |
| 1.9 Turbodiesel | 4 cylindre i række – 8V | 1,9 L (1929 cm³) | 59 kW (80 hk) ved 4200/min  | 172 Nm ved 2400/min |